# The Ranch
The Ranch är en amerikansk komedi/dramaserie med Ashton Kutcher och Danny Masterson (som tidigare medverkade i That '70s Show ) som bröderna Colt och Rooster Bennett, som hjälper till att driva boskapsranchen Iron River Ranch som ägs av deras pappa Beau (Sam Elliott). Debra Winger  spelar deras mamma Maggie, en lokal barägare, och Elisha Cuthbert spelar Abby, Colts "high school sweetheart". Serien lanserades på Netflix 2016 och gjordes i fyra säsonger fram till 2020. 
Varje säsong består av 20 avsnitt uppdelade i två delar. Avsnitten är cirka 30 minuter långa och alla avsnitt har fått namn efter amerikanska countrymusiklåtar.

## Handling
Serien utspelas på den fiktiva Iron River Ranch, nära den fiktiva lilla staden Garrison i delstaten Colorado. Serien beskriver livet för familjen Bennett, en dysfunktionell familj som består av bröderna Colt och Rooster, deras pappa Beau och hans fru Maggie som äger en lokal bar och inte kan bo med honom på ranchen.

## Huvudskådespelare
- Ashton Kutcher som Colt Reagan Bennett, en före detta stjärnfootballspelare som återvänder till sin hemstad efter att ha varit borta i femton år, för att hjälpa sin pappa och äldre bror på familjens ranch medan han väntar på att få provspela för ett football-lag i Denver. Colt är ofta föremål för skämt om han misslyckade footballkarriär, hans fåfänga och hans lågbegåvning både vad gäller ranchen och i allmänhet. Han dricker mycket och gör ofta ogenomtänkta saker, men är i grunden vänlig och omtänksam.
- Danny Masterson som Jameson "Rooster" Ford Bennett (säsong 1–3) är Colts äldre bror. Han har bott och arbetat på ranchen sedan Colt lämnade den för att satsa på sin footballkarriär, vilket han är en aning bitter över. Rooster är en skicklig rancharbetare och är intelligentare än Colt, men även han dricker mycket och kan vara väldigt omogen.
- Debra Winger som Maggie Bennett, ägare till Maggies bar och mamma till Colt och Rooster. Maggie är först separerad och senare skild från Beau och bor i en husvagn bakom sin bar. Maggie är tålmodig och avslappnad, och hennes råd efterfrågas ofta av Colt och Rooster. Maggie är en fritänkare, miljöaktivist och röker gärna marijuana.
- Sam Elliott som Beau Roosevelt Bennett, Colt och Roosters pappa. Beau är Vietnamveteran, och har drivit ranchen sedan han återvände från kriget och tog över den efter att hans far dog. Han är en surkart som ständigt är irriterad på allt och alla. Han har ett ansträngt förhållande med Rooster och Colt och kritiserar dem ofta för att han anser att de inte kan göra saker rätt. Han avskyr moderna bekvämligheter och tycker att det mesta var bättre förr. Beau är en hårdnackad republikan med förkärlek för Ronald Reagan. även om han ibland verkar förakta alla politiker oavsett tillhörighet.
- Elisha Cuthbert som Abby Phillips-Bennett, historielärare på Garrison High School Colts ex från skoltiden. När serien börjar är Abby tillsammans med Kenny Ballard som hon också förlovar sig med.

## Utgivning
Den första säsongen hade premiär den 1 april 2016. I april 2016 förnyade Netflix The Ranch för en andra säsong med 20 avsnitt, vars första hälft hade premiär den 16 juni 2017, och den andra halvan släpptes den 15 december 2017.
Den 4 juli 2017 meddelade Netflix genom sitt officiella Twitter-konto att serien hade förnyats för en tredje säsong med 20 avsnitt, varav de första tio sändes den 15 juni 2018. I december 2017 meddelades att Danny Masterson hade skrivits ut ur serien efter flera anklagelser om sexuella övergrepp mot honom. Han var bara med i de första 10 avsnitten av den tredje säsongen innan han försvann ur serien.
Den 31 oktober 2018 förnyade Netflix serien för en fjärde och sista säsong med avslut 2020.

## Inspelningsplatser
The Ranch filmades inför publik på Warner Brothers Studio scen 19 i Burbank, Kalifornien. Öppningssekvensen visar scener från Norwood och Ouray, Colorado och omgivande Ouray och San Miguel Counties.
Exteriörbilder på Maggie's bar visar 141 Saloon som ligger i Naturita, Colorado, en tidigare uranbrytningsstad.